# Rețea trofică
Rețeaua trofică sau rețeaua alimentară, ciclul trofic, reprezintă un sistem de lanțuri trofice unite între ele și interdependente, care rezultă din interconectarea lanțurilor trofice într-o biocenoză.
Într-o biocenoză complexă, formată din mai multe specii, există mai multe lanțuri trofice. Între acestea se stabilesc anumite legături și astfel ia naștere rețeaua trofică a unei biocenoze. Relațiile dintre organismele unei rețelele trofice pot îmbrăca forme diferite, de la comensalism până la predatorism și parazitism; fiecare specie devine o verigă în transferul și transformarea substanțelor și energiei în biocenoză și ecosistem. De obicei, rețelele trofice nu includ descompunătorii materialului organic (bacteriile și ciupercile microscopice), dar aceste organisme sunt foarte importante pentru fluxul energiei acestora.
Într-o rețea trofică, speciile se grupează pe nivele trofice. De exemplu producătorii primari de substanțe organice (plantele verzi) care reprezintă primul nivel trofic pot servi ca hrană pentru un mare număr de animale erbivore - consumatori primari sau de ordinul I  care reprezintă al doilea nivel trofic; acestea din urmă pot hrăni numeroase specii carnivore - consumatori secundari sau de ordinul II care reprezintă al treilea nivel trofic, rezultând astfel o legătură între diverse lanțuri trofice
Categoriile trofice sunt: producători, consumatori și descompunători.
Producătorii sunt organisme autotrofe. Au rolul de a produce substanțe organice din substanțe anorganice prin fotosinteză.
Consumatorii sunt animalele heterotrofe. Au rolul de a consuma substanțele organice produse de plantele verzi pe care le transtforma în substanțe proprii.
Descompunătorii (reducătorii) sunt bacteriile și ciupercile microscopice. Au rolul de a descompune substanțele organice in substanțe anorganice.